# Fröllinge
Fröllinge är ett slott utanför Getinge i Getinge socken i Halmstads kommun i Halland.
Mangårdsbyggnaden är uppförd 1623 i gråsten och renoverad 1890, samt på 1960-talet. Fröllinge är omnämnt 1439, då det köptes av Åke Axelsson (Thott). Själva huvudgården eller säteriet bildades genom sammanslagning av hemmanen Fröllinge och Dahl och skall ha fått säterifrihet 1623, då den ägdes av Holger Rosencrantz. Stadsmajoren i Malmö, Christian Didrik von Conowen, köpte Fröllinge 1729. Han ägde även Vegeholms slott och Kulla Gunnarstorps slott i Skåne. Sedan dess har hans ättlingar varit ägare till slottet. Johan Magnus Reinhold Brummer gjorde stora förbättringar av slottet i slutet av 1800-talet.
Ägare av Fröllinge är Carl Gunnar Gustaf Richard Hermelin, Carl Gunnar Fredrik Michael Hermelin, Lars Erik Fredrik Stefan Hermelin.